# Thaures (Gemeinde Großschönau)
Thaures ist eine Ortschaft und eine Katastralgemeinde der Gemeinde Großschönau im Bezirk Gmünd in Niederösterreich mit 77 Einwohnern (Stand 1. Jänner 2024).

## Geografie
Thaures liegt östlich von Großschönau am zur Zwettl abfließenden Maißbach. In der Katastralgemeinde befindet sich auch der Weiler Hirschenhof mit einem mittelalterlichen Wehrhof. Am 1. April 2020 umfasste die Ortschaft 26 Adressen.

## Geschichte
Heinrich IV. von Kuenring-Weitra verkaufte den Ort im Jahr 1270 an das Stift Zwettl.
Im Jahr 1822 wurde der Ort als Dorf mit 20 Häusern genannt, das nach Großschönau eingepfarrt war, wohin auch die Kinder eingeschult wurden. Die Herrschaft Zwettl besaß die Ortsobrigkeit, besorgte die Konskription und hatte die Grundherrschaft inne. Die Landgerichtsbarkeit wurde von der Herrschaft Weitra ausgeübt. Laut Schweickhardt betrieben die hier ansässigen Waldbauern, die gut bestiftet waren, genauso Feldbau und etwas Weidewirtschaft. Schweickhardt vermerkte im Ort auch eine Hammerschmiede.
Laut Adressbuch von Österreich waren im Jahr 1938 in Thaures ein Hammerschmied und mehrere Landwirte ansässig.

## Siedlungsentwicklung
Zum Jahreswechsel 1979/1980 befanden sich in der Katastralgemeinde Thaures insgesamt 36 Bauflächen mit 22.023 m² und 21 Gärten auf 4.914 m², 1989/1990 gab es 33 Bauflächen. 1999/2000 war die Zahl der Bauflächen auf 129 angewachsen und 2009/2010 bestanden 62 Gebäude auf 131 Bauflächen.

## Bodennutzung
Die Katastralgemeinde ist landwirtschaftlich geprägt. 382 Hektar wurden zum Jahreswechsel 1979/1980 landwirtschaftlich genutzt und 164 Hektar waren forstwirtschaftlich geführte Waldflächen. 1999/2000 wurde auf 332 Hektar Landwirtschaft betrieben und 150 Hektar waren als forstwirtschaftlich genutzte Flächen ausgewiesen. Ende 2018 waren 326 Hektar als landwirtschaftliche Flächen genutzt und Forstwirtschaft wurde auf 150 Hektar betrieben. Die durchschnittliche Bodenklimazahl von Thaures beträgt 24,1 (Stand 2010).